# Carla Gonzáles Arimborgo
Carla Jeannine Gonzales Arimborgo (Lima, 1980) es una bióloga peruana especialista en Fisiología Endocrinológica y Reproducción. Es profesora principal y directora del Instituto de Investigaciones de la Altura de la Universidad Peruana Cayetano Heredia (UPCH). Su trabajo ha contribuido al estudio del impacto de las plantas medicinales en la reproducción y la endocrinología. Es la Miembro de Número más joven de la Academia Nacional de Ciencias del Perú. Es conductora del programa de divulgación científica "Soy Cayetano".

## Biografía

### Primeros años y educación
Carla Gonzales nació en Lima, Perú, en 1980. Desde temprana edad, mostró un gran interés por la ciencia, influenciada por su entorno académico y su curiosidad por el funcionamiento del cuerpo humano. Su vocación la llevó a estudiar Biología en la Universidad Peruana Cayetano Heredia (UPCH), donde posteriormente obtuvo una maestría en Fisiología (2007) y un doctorado en Ciencias con mención en Fisiología (2013). Durante su formación, realizó prácticas e investigaciones en laboratorios especializados, enfocándose en la Fisiología Endocrinológica y la Reproducción, con especial énfasis en el impacto de las plantas medicinales. Además, participó en diversas pasantías científicas, amplianso así su conocimiento en el campo de la biología y la fisiología aplicada.

### Carrera
La Dra. Carla  Gonzales  es una investigadora del campo de la fisiología endocrina y la reproducción, con un enfoque en el estudio de plantas medicinales y su impacto en la salud humana. Su tesis doctoral en la Universidad Peruana Cayetano Heredia, analizó el efecto de la maca roja en la estructura ósea y el sistema endocrino en modelos animales, contribuyendo al conocimiento sobre los beneficios de esta planta en trastornos hormonales. Ha continuado con esta línea de investigación, estudiando el impacto del consumo de maca roja en la fertilidad, el sistema inmunológico y la salud metabólica. Sus estudios han sido financiados por entidades como CONCYTEC y FONDECYT - Perú, recibiendo subvenciones para la investigación aplicada y básica.

### Divulgación de la ciencia
Contribuye también a comunicar la ciencia como conductora del programa de divulgación científica "Soy Cayetano" producido por UPCH y emitido vía  YouTube. de esta manera, divulga la ciencia de manera accesible y educativa al público no experto.

### Defensa de los derechos de las madres solteras
Además de su carrera científica, es una activa defensora de los derechos de las madres solteras. Junto a dos abogadas, ha formado la asociación "Y la Pensión pa cuándo", a través de la cual asesoran a madres en la exigencia de pensión alimenticia.

## Obras
Entre sus publicaciones científicas más destacadas se encuentra el estudio sobre la coenzima Q10, donde exploró su efecto en la maduración in vitro de ovocitos en pacientes sometidas a tratamientos de fertilidad.
Su trabajo también ha abarcado el impacto neuroprotector y antioxidante de la maca (Lepidium meyenii). Una de sus publicaciones sugiere un efecto protector contra la toxicidad inducida por 6-hidroxidopamina en células neuronales. Mediante un ensayo clínico mostró la seguridad y eficacia de la administración oral de extractos de maca negra y roja en adultos. Además, ha participado en revisiones científicas sobre las propiedades biológicas de la maca, consolidando su importancia en el ámbito de la fitomedicina.
Por otro lado, su compromiso con la salud pública se reflejó en su colaboración en el Informe sobre la situación de la anemia en el Perú (2020), un documento clave para comprender la magnitud de este problema en la población peruana.

## Premios y reconocimientos
A lo largo de su trayectoria, ha recibido reconocimientos por su contribución a la ciencia y la salud pública. Fue galardonada con el Primer Puesto en el VII Concurso Nacional de Tesis de Posgrado - Doctorado, otorgado por la Asamblea Nacional de Rectores del Perú.
En el ámbito de la medicina alternativa, recibió el Primer Premio en la categoría Medicina Alternativa y Complementaria en la conmemoración de los 50 años de la Universidad Peruana Cayetano Heredia, reconocimiento otorgado por el Colegio Médico del Perú.
Su actividad científica la llevó a ser nombrada Académica Asociada y posteriormente Académica de Número de la Academia Nacional de Ciencias del Perú.
La Comunidad Andina (CAN) le otorgó un reconocimiento como inventora en el campo de la investigación científica en salud, en el marco de las celebraciones del 48° aniversario de la institución y el Día de la Propiedad Intelectual.
Más allá del ámbito académico, su labor en defensa de los derechos de la mujer le valió un reconocimiento del Ministerio de la Mujer y Poblaciones Vulnerables del Perú en el Día Internacional de la Mujer, resaltando su compromiso con la equidad de género y la protección de los derechos de las mujeres.